# Raymond Morgan
Raymond Morgan dit Ray Morgan, né en 1922 et mort en 1977, était un arbitre canadien de soccer des années 1950 et 1960. Né aux Philippines, il grandit en Angleterre et fut dans la Royal Air Force. Il émigra au Canada en 1947. De 1947 à 1967, il fut arbitre FIFA. Il fut arbitre de touche lors de la Coupe du monde 1962.

## Carrière
Il a officié dans une compétition majeure : 
- JO 1960 (1 match)